# Электрическая плита

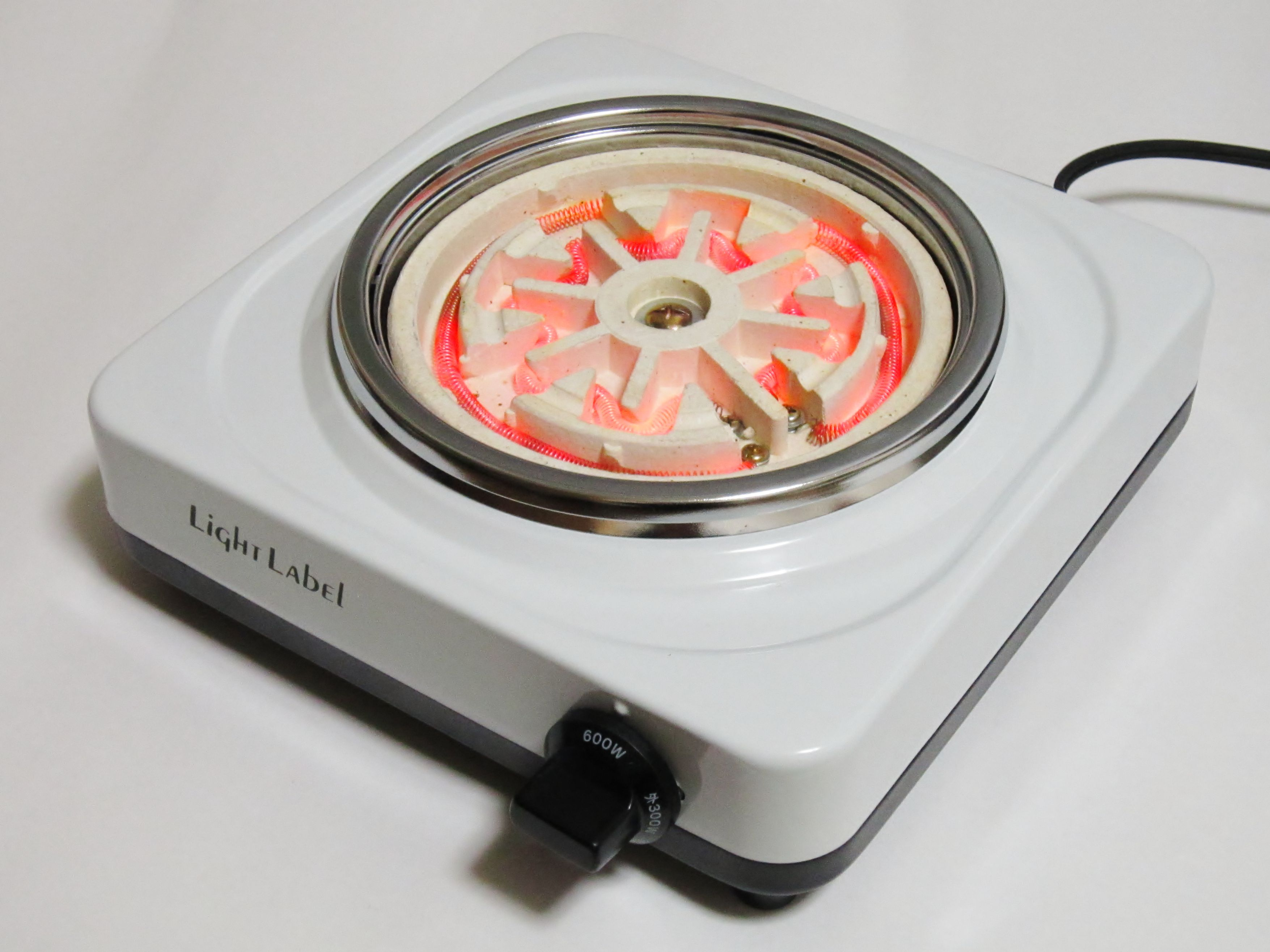
Инфракрасная плита с открытой спиралью

Электрическая плита — кухонная плита, работающая на электричестве. Различают электроплиты с трубчатым нагревателем (ТЭНом), инфракрасные (со стеклокерамической поверхностью) и индукционные.

## Общее понятие
С точки зрения электротехники, электроплита является нагревательной электроустановкой, так как прохождение тока через сопротивления (нагревательные элементы) по закону Джоуля-Ленца сопровождается выделением тепловой энергии, используемой для приготовления пищи.

## Типы плит
По варианту исполнения

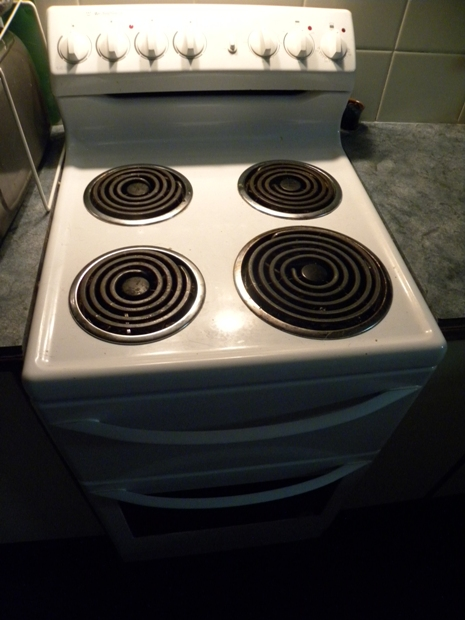
Электроплита с открытыми ТЭНами-конфорками

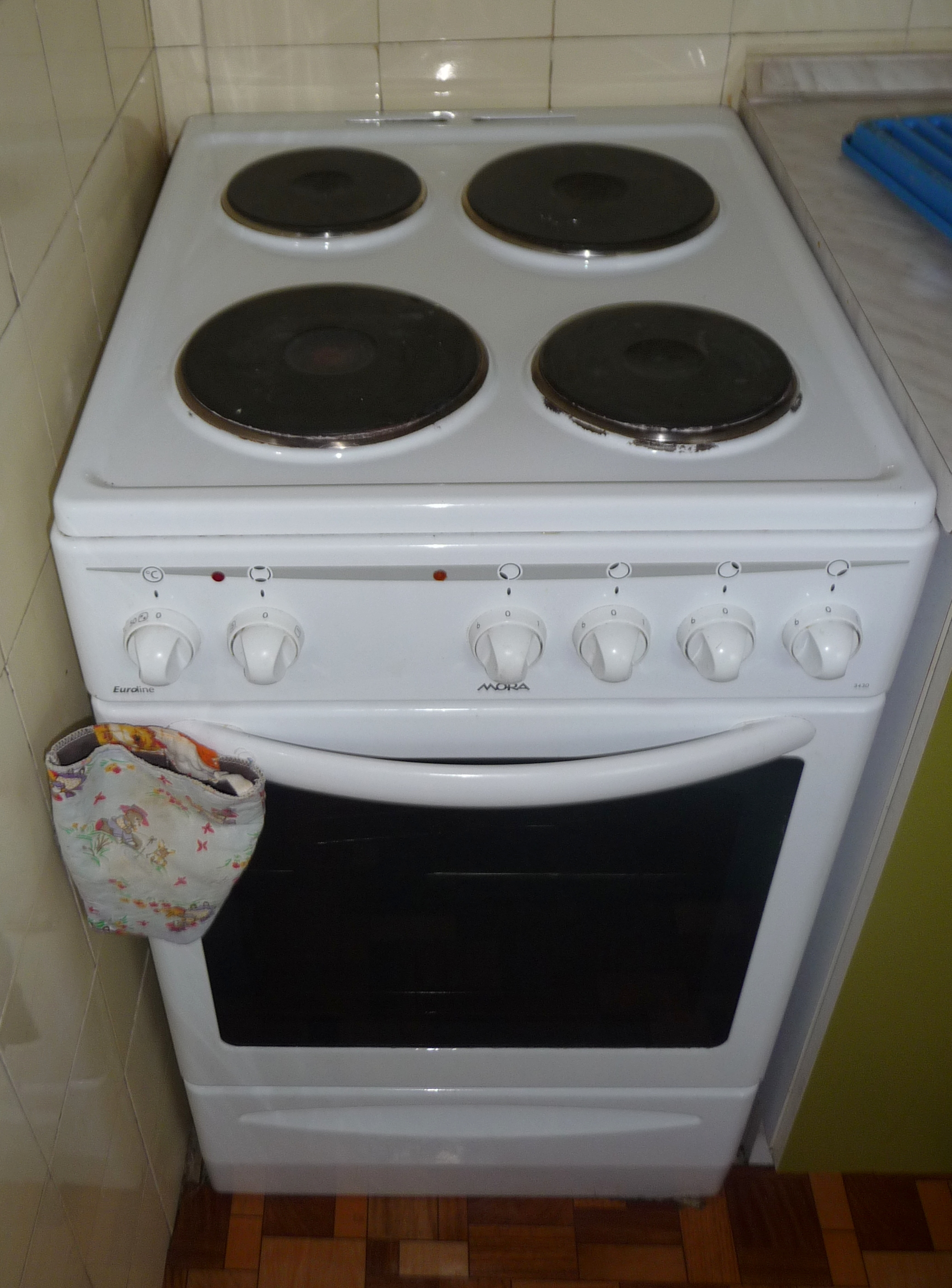
Стационарная электроплита с чугунными конфорками

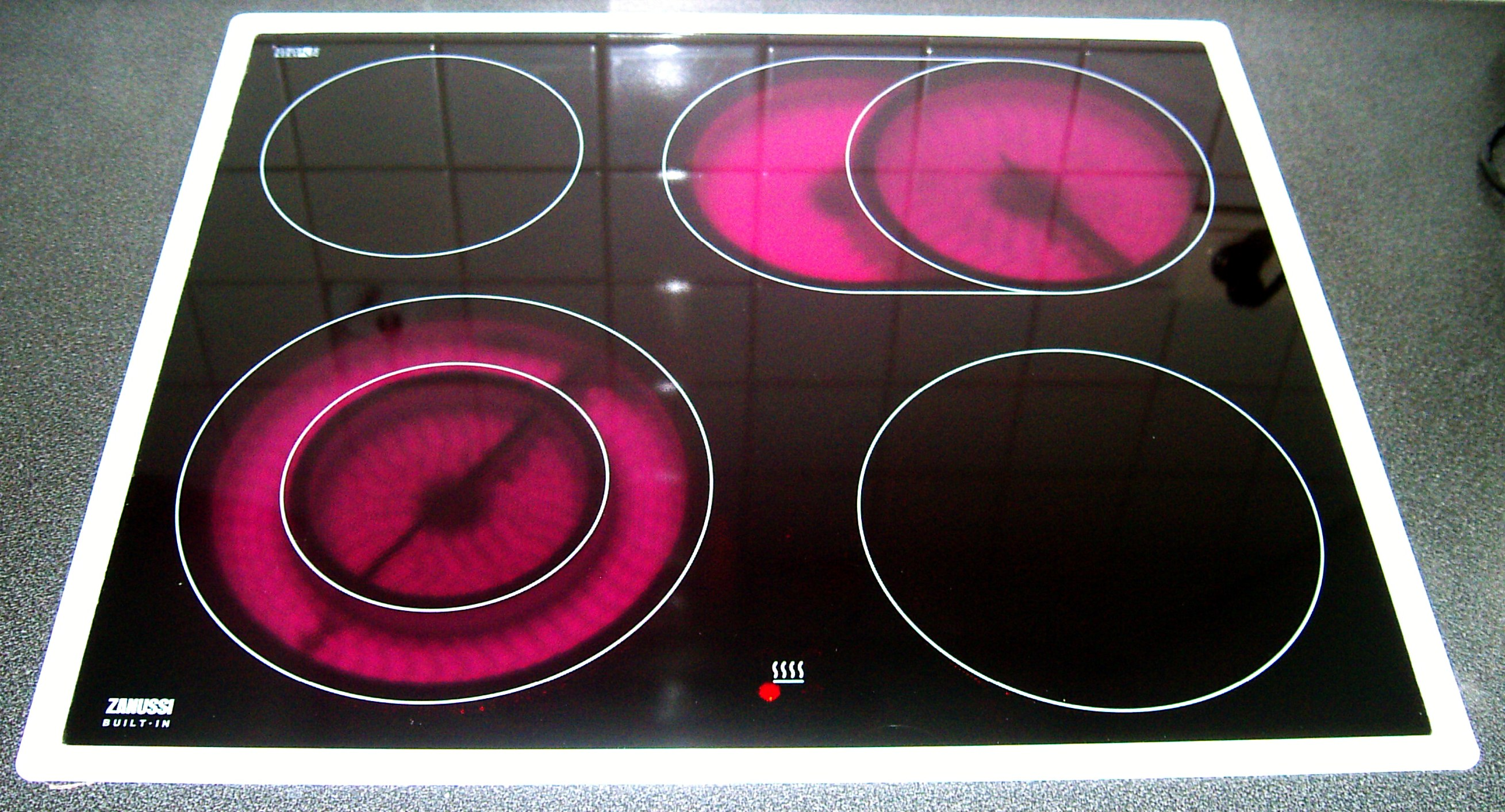
Электроплита (встраиваемая варочная панель) со стеклокерамической поверхностью

- Плиты с классическим резистивным нагревательным элементом
  - С простой спиралью
  - С трубчатым электронагревателем (ТЭН)
  - С галогенным инфракрасным нагревателем
  - С ленточным нагревательным элементом (Hi-Light)
- Индукционные плиты

По типу поверхности
- С открытой спиралью или ТЭНом
- С чугунной конфоркой
- Со стеклокерамической поверхностью

По способу управления
- Механическое
- Сенсорное

По способу включения в электросеть
- Однофазные
- Трёхфазные

По конструкции
- Напольные
- Встраиваемые
- Портативные (одно- и двухконфорочные)

## Принцип работы

### Классические
С точки зрения электротехники принцип основывается на выделении тепловой энергии при прохождении электрического тока через резистивный нагревательный элемент (закон Джоуля-Ленца). Нагревательный элемент представляет собой проводник из металла с высоким удельным сопротивлением, выполненный обычно в форме спирали.
Регулировка мощности конфорок осуществляется либо ступенчато, путём изменения количества включённых спиралей и их переключения с параллельного на последовательное соединение, релейным способом с помощью биметаллического терморегулятора, который включая и выключая нагреватель поддерживает температуру в заданных пределах. В отдельных случаях может использоваться бесступенчатая регулировка методом ШИМ или фазового регулирования с помощью силовых ключей.
По исполнению резистивные электроплиты делятся на несколько видов:
- С открытой спиралью в керамических канавках конфорки
- С открытым ТЭНом
- Со спиралью скрытой в сплошной дисковой металлической конфорке
- С закрытой под стеклокерамикой спиралью
  - Рапидные (с обычной спиралью)
  - Ленточные (Hi-light) с быстроразогреваемой спиралью из вольфрамовых лент
- С мощными галогенными лампами под стеклокерамическим покрытием

### Индукционные

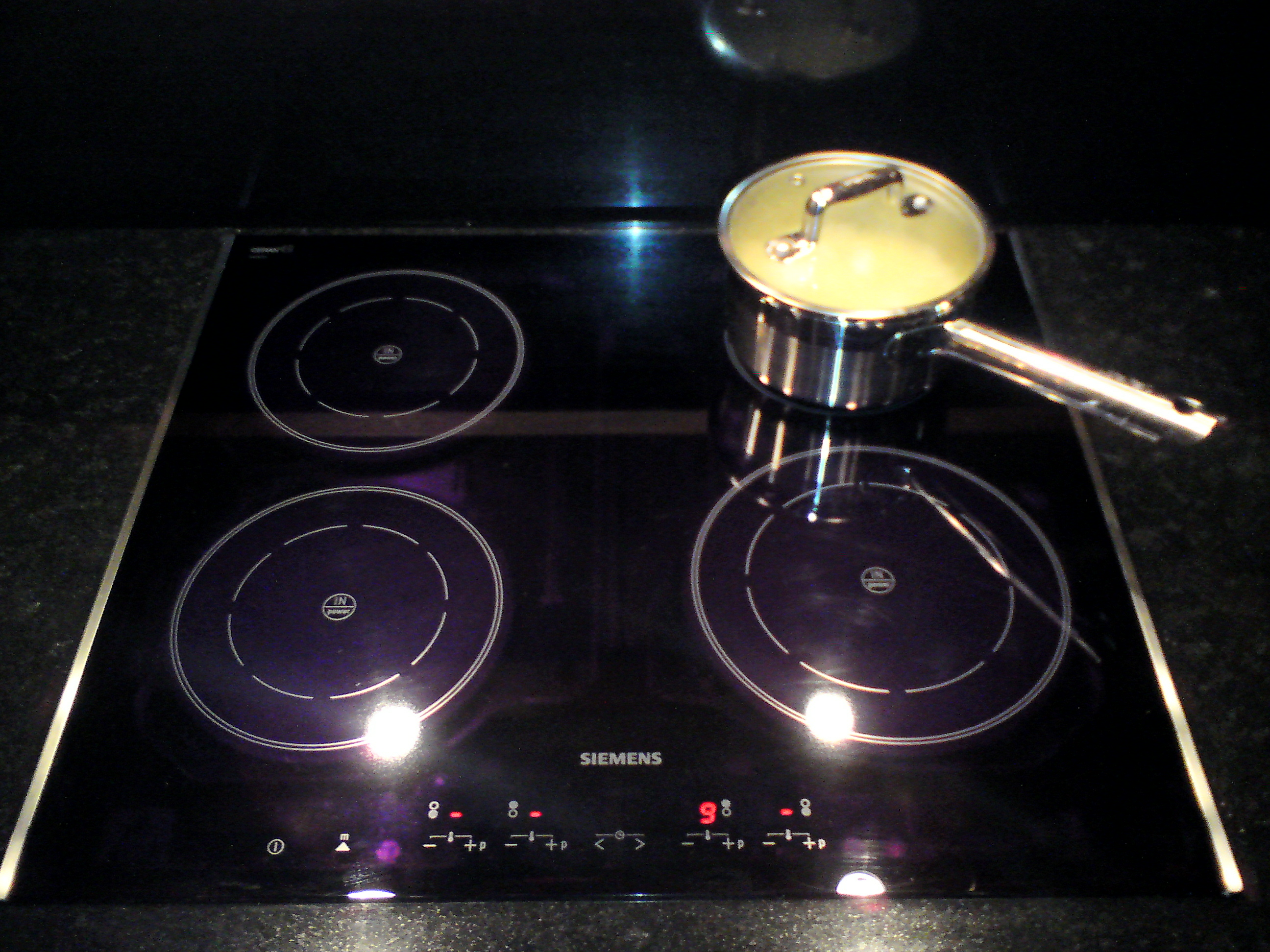
Стационарная индукционная электроплита (встраиваемая варочная панель)

Стеклокерамическая плита, где в качестве нагревательного элемента используется дно посуды, которое индукционно нагревается вихревыми токами, наведёнными в нём катушкой индуктивности плиты. В связи с этим для работы с индукционной плитой требуется посуда с ферромагнитным (например, стальным, чугунным или нержавеющим, впрочем, есть и немагнитные стали и чугуны, они не подходят) первым снизу слоем в дне.

## Достоинства и недостатки
С точки зрения пожаробезопасности электрическая плита хоть и не является полностью безопасной, но при правильном подключении и эксплуатации безопаснее, чем газовые, дровяные плиты и горелки на жидком топливе. Электрическая плита не требует взрывоопасных газов и горючих материалов. Тем не менее, опасность пожара или поражения электрическим током при её неправильной эксплуатации всё ещё достаточно высока. Наибольшую опасность представляют плиты с открытой спиралью. Для обеспечения электрической безопасности к электроплитам должен подключаться провод защитного заземления в соответствии с правилами устройства электроустановок. В процессе работы электроплита плита не расходует кислород, а значит помещение кухни требует более простой вентиляции.
Большинство видов электроплит обладают большой инерционностью и сложностью точной регулировки степени нагрева. Даже при наличии термостата, поддерживающего температуру на заданном уровне, невозможно быстро увеличить или уменьшить мощность конфорки. Этот недостаток исключён у индукционных плит, у которых при отключении мгновенно прекращается нагрев.
При этом, для электроплиты проще реализовать автоматическое управление нагревом, а также автоматическое отключение в нештатных ситуациях (выкипание, перегрев, пролив), однако плиты с подобными функциями, как правило, достаточно дороги.
Электроплиты значительно более критичны к выбору посуды. Плиты как с чугунными конфорками, так и со стеклокерамической поверхностью требуют хорошего прилегания дна посуды, в противном случае передача тепла значительно ухудшается. Небольшая деформация посуды в течение срока эксплуатации делает её непригодной для использования. В случае чугунной конфорки проблема усугубляется короблением самой конфорки. Для посуды, которую невозможно изготовить с плоским дном (например, традиционный вок) используются специальные плиты. Размер посуды должен соответствовать размеру конфорки, особенно при использовании стеклокерамической плиты. С другой стороны, при хорошем прилегании посуды электроплиты более равномерно разогревают её поверхность, чем другие виды плит, что позволяет использовать посуду из закалённого стекла и керамики, не применяя рассекателей пламени. Индукционные плиты не требовательны к прилеганию но работают только с посудой, имеющей дно из ферромагнитного материала (специальной магнитной нержавеющей стали или чугуна). На стеклокерамическую плиту также нельзя ставить посуду с дном из алюминия.
Электроплиты со стеклокерамической поверхностью образуют ровную площадку без выступающих частей, что может считаться преимуществом с эстетической точки зрения. Однако поддерживать в чистоте стеклокерамическую поверхность может быть затруднительно из-за того, что жир и пролитые на плиту продукты образуют трудноотделимый нагар, для удаления которого используются специальные скребки. Электроплиты других типов поддерживать в чистоте сложнее, а плиты с открытыми спиралям — и вовсе невозможно. Для стеклокерамических плит определённую опасность представляет сахар, который в случае застывания может повредить поверхность. Также при использовании электроплит образуется нагар на стенках используемой посуды — в газовых плитах эта проблема проявляется в меньшей степени потому, что пламя имеет более высокую температуру, чем поверхность конфорки электроплиты, что способствует его сгоранию. При использовании индукционных плит подобной проблемы не возникает, так как на ней тепловыделение происходит непосредственно в посуде, а её стеклокерамическая поверхность нагревается лишь вторично от посуды.
Электрическая плита может использоваться в помещениях, не имеющих газоснабжения, но подключенных к электросети, в том числе в высотных зданиях, где газоснабжение не допускается строительными правилами. Переносные электроплиты достаточно популярны в студенческих общежитиях, коммунальных квартирах и других местах временного проживания, однако часто их использование в некоторых случая запрещено из-за опасности пожара и быстрого износа не рассчитанной на необходимую мощность электропроводки. Стоимость электроэнергии, расходуемой для одного и того же цикла приготовления пищи как правило выше, по сравнению со стоимостью природного газа и чтобы не снижать привлекательности жилья, не подключенного к газопроводу, могут применяться дискриминационные тарифы на электроэнергию.

## Техника безопасности

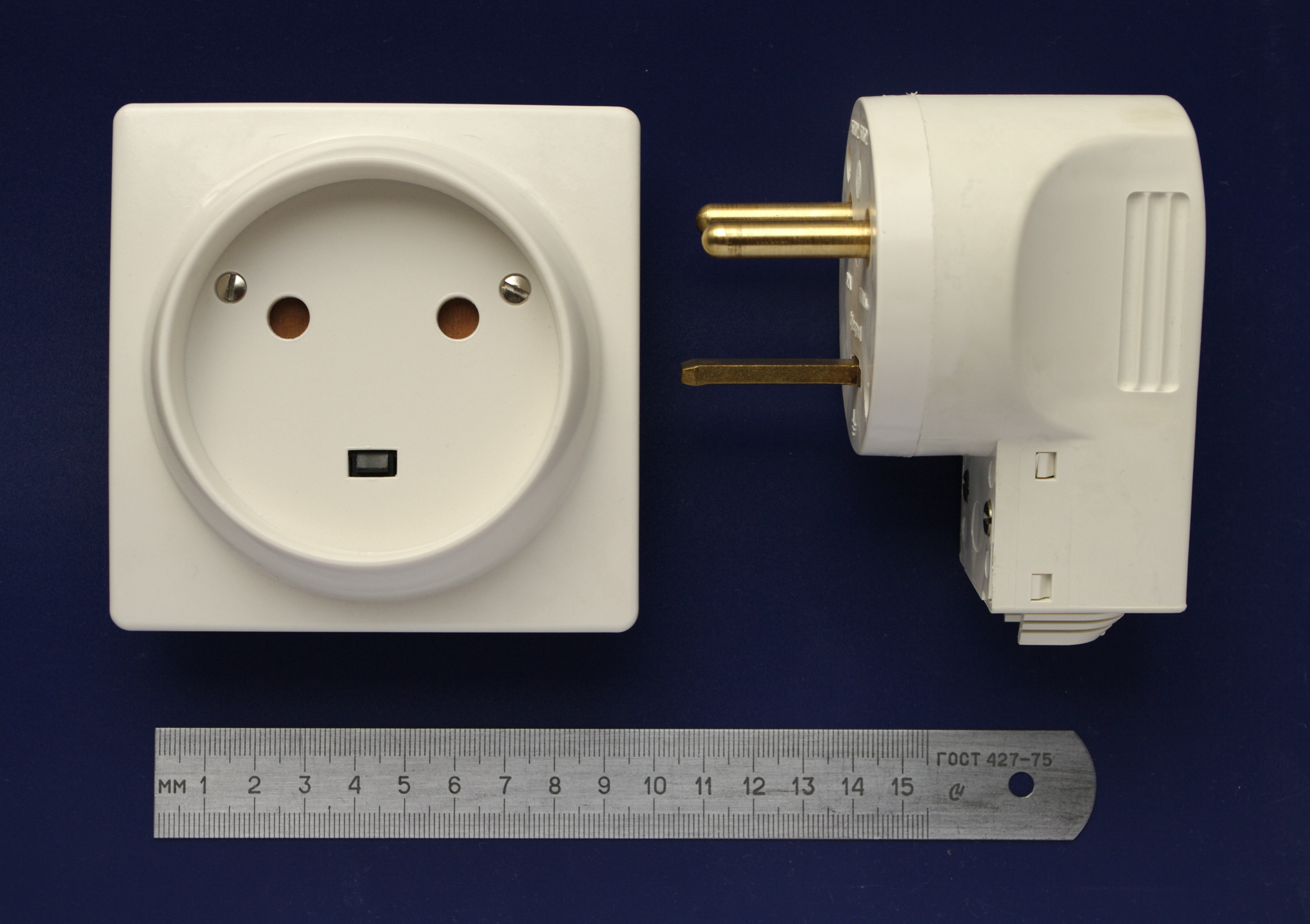
Вариант разъёма, рассчитанного на ток до 32 ампер

Электрическая плита — это обычно один из самых мощных бытовых электроприборов, наряду с электрическим водонагревателем. Включенная плита может потреблять ток до 50 А, а во время приготовления пищи приходится часто прикасаться к частям электроплиты, возможно также попадание в плиту воды. Неправильная установка и подключение электроплиты может привести к пожару или к поражениям электрическим током. Поэтому предъявляются жесткие требования к подводящим проводам и заземлению. Для подключения мощной плиты к электросетям как правило недостаточно стандартных бытовых разъёмов общего назначения, так как стандартная розетка рассчитана на ток до 16А. Для подключения электроплиты используются либо промышленные разъёмы, либо нестандартные, предназначенные именно для электроплит, либо используется «прямое» подключение, когда кабель выпускается из стены и без использования розетки-вилки подключается прямо на вводные клеммы электроплиты. Также обязательно заземление либо установка УЗО в цепи питания плиты.
Для электрической плиты как с высокотемпературными элементами нагрева, так и без таковых, по-прежнему применяются одни и те же требования пожарной безопасности.